# Albudeite
Albudeite ist ein Ort und eine Gemeinde (municipio) mit 1.400 Einwohnern (Stand: 2024) in der autonomen Gemeinschaft Murcia in Spanien.

## Lage und Klima
Albudeite liegt am zumeist ausgetrockneten Río Mula ca. 28 km westlich von Murcia und etwa 100 km südwestlich von Alicante in einer Höhe von ca. 180 m. Das Klima ist warm und trocken; der insgesamt eher spärliche Regen (ca. 300 mm/Jahr) fällt überwiegend im Winterhalbjahr.

## Bevölkerungsentwicklung
| Jahr      | 1857  | 1900  | 1950  | 2000  | 2020  |
| Einwohner | 1.209 | 1.331 | 1.695 | 1.369 | 1.375 |

Trotz der Mechanisierung der Landwirtschaft und dem damit einhergehenden Verlust an Arbeitsplätzen ist die Einwohnerzahl der Gemeinde weitgehend konstant geblieben.

## Wirtschaft
Die in einer Senke gelegenen oasenähnlichen Anbauflächen (huerta) in der Nähe des Ortes wurden bereits von den Mauren bewirtschaftet. Zumeist wurde Obstbau betrieben.

## Geschichte
Albudeite wurde erstmals am 25. Juli 1296 urkundlich erwähnt und war zunächst überwiegend von muslimischen Berbern bewohnt. Ende des Jahres 1501 konvertierten viele Einwohner des damaligen Dorfes zum Christentum und ließen sich taufen. Andere verließen den Ort und kehrten heimlich zurück.

## Sehenswürdigkeiten
- Von der ehemaligen Burg (castillo) ist so gut wie nichts mehr erhalten.
- Die einschiffige, aber mit Seitenkapellen versehene Iglesia de Santa María de los Remedios entstand im 16. Jahrhundert auf den Grundmauern einer Moschee (mezquita)
- Ein riesiges Wasserschöpfrad (noria) ist auf dem Platz vor der Kirche ausgestellt.

## Gemeindepartnerschaften
- Saint-Geniès-de-Fontedit, Languedoc, Frankreich